# Finale de la Ligue Europa 2011-2012
La finale de la Ligue Europa 2011-2012 est la 41e finale de la Ligue Europa de l'UEFA, et la 3e depuis la réforme de l’ancienne Coupe UEFA. Ce match de football a lieu le 9 mai 2012 à l'Arena Națională de Bucarest, en Roumanie.
Elle oppose les deux équipes espagnoles de l'Atlético Madrid et de l'Athletic Bilbao. Le match se termine par une victoire des Madrilènes sur le score de 3 buts à 0, il s'agit de leur deuxième titre dans la compétition après 2010.
Vainqueur de la finale, l'Atlético Madrid est à ce titre qualifiée pour la Supercoupe d'Europe 2012 contre Chelsea, vainqueur de la finale de la Ligue des champions.

## Stade
L'Arena Națională est annoncée comme hôte de la finale par l’UEFA le 20 janvier 2010. Il s'agît de la première finale de coupe d'Europe organisée en Roumanie.
Le stade est construit sur le site de l'ancien stade national, et a ouvert le 6 septembre 2011 lors d'un match du groupe D des éliminatoires de l’Euro 2012 opposant la Roumanie et la France.

## Parcours des finalistes
Note : dans les résultats ci-dessous, le score du finaliste est toujours donné en premier (D : domicile ; E : extérieur).
| Rang | Équipe          | Pts | J | G | N | P | Bp | Bc | Diff |
| ---- | --------------- | --- | - | - | - | - | -- | -- | ---- |
| 1    | Atlético Madrid | 13  | 6 | 4 | 1 | 1 | 11 | 4  | +7   |
| 2    | Udinese Calcio  | 9   | 6 | 2 | 3 | 1 | 6  | 7  | -1   |
| 3    | Celtic Glasgow  | 6   | 6 | 1 | 3 | 2 | 6  | 7  | -1   |
| 4    | Stade rennais   | 3   | 6 | 0 | 3 | 3 | 5  | 10 | -5   |

| Rang | Équipe              | Pts | J | G | N | P | Bp | Bc | Diff |
| ---- | ------------------- | --- | - | - | - | - | -- | -- | ---- |
| 1    | Athletic Bilbao     | 13  | 6 | 4 | 1 | 1 | 11 | 8  | +3   |
| 2    | Red Bull Salzbourg  | 10  | 6 | 3 | 1 | 2 | 11 | 8  | +3   |
| 3    | Paris Saint-Germain | 10  | 6 | 3 | 1 | 2 | 8  | 7  | +1   |
| 4    | Slovan Bratislava   | 1   | 6 | 0 | 1 | 5 | 4  | 11 | -7   |

1. ↑  À la suite d'une affaire de match truqués, le club turc de Fenerbahçe est disqualifié de la Ligue des champions 2011-2012 et remplacé par Trabzonspor le 24 août 2011. De ce fait, le match retour opposant Trabzonspor à l'Athletic Bilbao est annulé, ce dernier avançant directement en phase de groupes[2]

## Match

### Feuille de match
| Atlético Madrid · |                   |       |
| Titulaires :      |                   |       |
|                   |                   |       |
| 1                 | Thibaut Courtois  |       |
| 20                | Juanfran          |       |
| 2                 | Diego Godín       |       |
| 23                | João Miranda      |       |
| 6                 | Filipe Luís       |       |
| 4                 | Mario Suárez      |       |
| 14                | Gabi              |       |
| 22                | Diego             | 90e   |
| 7                 | Adrián            | 88e   |
| 11                | Arda Turan        | 90+3e |
| 9                 | Radamel Falcao    |       |
|                   |                   |       |
| Remplaçants :     |                   |       |
| 25                | Sergio Asenjo     |       |
| 3                 | Antonio López     |       |
| 18                | Álvaro Domínguez  | 90+3e |
| 8                 | Eduardo Salvio    | 88e   |
| 12                | Paulo Assunção    |       |
| 19                | Koke              | 90e   |
| 41                | Pedro Martín (en) |       |
|                   |                   |       |
| Entraîneur :      |                   |       |
| Diego Simeone     |                   |       |

| Athletic Bilbao · |                     |     |
| Titulaires :      |                     |     |
|                   |                     |     |
| 1                 | Gorka Iraizoz       |     |
| 15                | Andoni Iraola       |     |
| 24                | Javi Martínez       |     |
| 5                 | Fernando Amorebieta |     |
| 3                 | Jon Aurtenetxe      | 46e |
| 21                | Ander Herrera       | 63e |
| 8                 | Ander Iturraspe     | 46e |
| 10                | Óscar de Marcos     |     |
| 14                | Markel Susaeta      |     |
| 19                | Iker Muniain        |     |
| 9                 | Fernando Llorente   |     |
|                   |                     |     |
| Remplaçants :     |                     |     |
| 13                | Raúl (en)           |     |
| 6                 | Mikel San José      |     |
| 11                | Igor Gabilondo      |     |
| 17                | Iñigo Pérez         | 46e |
| 23                | Borja Ekiza         |     |
| 2                 | Gaizka Toquero      | 63e |
| 28                | Ibai Gómez          | 46e |
|                   |                     |     |
| Entraîneur :      |                     |     |
| Marcelo Bielsa    |                     |     |

| Atlético Madrid · |                   |       |
| Titulaires :      |                   |       |
|                   |                   |       |
| 1                 | Thibaut Courtois  |       |
| 20                | Juanfran          |       |
| 2                 | Diego Godín       |       |
| 23                | João Miranda      |       |
| 6                 | Filipe Luís       |       |
| 4                 | Mario Suárez      |       |
| 14                | Gabi              |       |
| 22                | Diego             | 90e   |
| 7                 | Adrián            | 88e   |
| 11                | Arda Turan        | 90+3e |
| 9                 | Radamel Falcao    |       |
|                   |                   |       |
| Remplaçants :     |                   |       |
| 25                | Sergio Asenjo     |       |
| 3                 | Antonio López     |       |
| 18                | Álvaro Domínguez  | 90+3e |
| 8                 | Eduardo Salvio    | 88e   |
| 12                | Paulo Assunção    |       |
| 19                | Koke              | 90e   |
| 41                | Pedro Martín (en) |       |
|                   |                   |       |
| Entraîneur :      |                   |       |
| Diego Simeone     |                   |       |

| Athletic Bilbao · |                     |     |
| Titulaires :      |                     |     |
|                   |                     |     |
| 1                 | Gorka Iraizoz       |     |
| 15                | Andoni Iraola       |     |
| 24                | Javi Martínez       |     |
| 5                 | Fernando Amorebieta |     |
| 3                 | Jon Aurtenetxe      | 46e |
| 21                | Ander Herrera       | 63e |
| 8                 | Ander Iturraspe     | 46e |
| 10                | Óscar de Marcos     |     |
| 14                | Markel Susaeta      |     |
| 19                | Iker Muniain        |     |
| 9                 | Fernando Llorente   |     |
|                   |                     |     |
| Remplaçants :     |                     |     |
| 13                | Raúl (en)           |     |
| 6                 | Mikel San José      |     |
| 11                | Igor Gabilondo      |     |
| 17                | Iñigo Pérez         | 46e |
| 23                | Borja Ekiza         |     |
| 2                 | Gaizka Toquero      | 63e |
| 28                | Ibai Gómez          | 46e |
|                   |                     |     |
| Entraîneur :      |                     |     |
| Marcelo Bielsa    |                     |     |

### Statistiques
| Statistique    | Atlético | Bilbao |
| -------------- | -------- | ------ |
| Buts           | 2        | 0      |
| Tirs           | 6        | 5      |
| Tirs cadrés    | 2        | 1      |
| Arrêts         | 1        | 0      |
| Possession     | 40 %     | 60 %   |
| Corners        | 3        | 2      |
| Fautes         | 17       | 8      |
| Hors-jeux      | 0        | 2      |
| Cartons jaunes | 1        | 1      |
| Cartons rouges | 0        | 0      |

| Statistique    | Atlético | Bilbao |
| -------------- | -------- | ------ |
| Buts           | 1        | 0      |
| Tirs           | 9        | 11     |
| Tirs cadrés    | 4        | 2      |
| Arrêts         | 2        | 3      |
| Possession     | 42 %     | 58 %   |
| Corners        | 0        | 6      |
| Fautes         | 8        | 6      |
| Hors-jeux      | 2        | 1      |
| Cartons jaunes | 0        | 3      |
| Cartons rouges | 0        | 0      |

| Statistique    | Atlético | Bilbao |
| -------------- | -------- | ------ |
| Buts           | 3        | 0      |
| Tirs           | 15       | 16     |
| Tirs cadrés    | 6        | 3      |
| Arrêts         | 3        | 3      |
| Possession     | 41 %     | 59 %   |
| Corners        | 3        | 8      |
| Fautes         | 25       | 14     |
| Hors-jeux      | 2        | 3      |
| Cartons jaunes | 1        | 4      |
| Cartons rouges | 0        | 0      |